# Tatmadaw Lei
La Tatmadaw Lei ([Taʔmədɔ le]), internazionalmente nota con la sua designazione in lingua inglese Myanmar Air Force, è l'aeronautica militare della Birmania ed è parte integrante delle Forze Armate Birmane, le Tatmadaw. Viene utilizzata principalmente in campagne contro-insurrezione, e in più piccola scala, in missioni di soccorso, soprattutto dopo il mortale Ciclone Nargis del maggio 2008.

## Storia

### Periodo post indipendenza (1948-1990)
La Myanmar Air Force è stata costituita il 16 gennaio 1947, mentre Myanmar (conosciuta anche come Birmania) era ancora sotto il dominio britannico. Nel 1948, la nuova flotta aeronautica includeva 40 Airspeed Oxford, 16 de Havilland DH.82 Tiger Moth, 4 Taylorcraft Auster e 3 Supermarine Spitfire trasferiti dalla Royal Air Force con poche centinaia di personale. La missione principale della Myanmar Air Force fin dalla sua nascita è stata quella di fornire il trasporto, logistica e supporto aereo ravvicinato all'esercito in operazioni anti-insurrezione.
La Mingaladon Air Base HQ, la base aerea principale del paese, è stata costituita il 16 giugno 1950. Lo Squadron N° 1, l'Unità Assetto e Attrezzature, l'Alto Comando Aereo dell'Aeronautica Birmana, e la Scuola di Formazione di volo, furono poste sotto la giurisdizione della base. Pochi mesi dopo, il 18 dicembre 1950, lo Squadron N° 2 fu costituito con nove Douglas Dakota come uno squadron per il trasporto. Nel 1953, il Flying l'Unità Aerea Avanzata si è formata sulla base aerea di Mingaladon con i de Havilland Vampire T55 ed entro la fine del 1953, l'aeronautica birmana aveva tre basi aeree principali, a Mingaladon, Hmawbi e Meiktila, nel centro del paese.
Nel 1953, la Myanmar Air Force acquistò 30 Supermarine Spitfire da Israele e 20 Supermarine Seafire dal Regno Unito; e 40 caccia Provost T-53 e 8 de Havilland Vampire T55 dal Regno Unito nel 1954. Alla fine del 1955, l'aeronautica birmana aveva formato una base aerea per la manutenzione a Mingaladon, il No. 501 Squadron Group (Hmawbi Airbase) e il No. 502 Squadron Group (Mingaladon Air Base). Nel 1956, la Myanmar Air Force compro 10 aerei Cessna 180 dagli Stati Uniti. Lo stesso anno, sei Kawasaki Bell 47G formarono la sua prima flotta di elicotteri. L'anno seguente, la Myanmar Air Force ottenne 21 Hawker Sea Fury dal Regno Unito e nove de Havilland Canada DHC-3 Otter dal Canada. Nel 1958, si procurò sette ulteriori Kawasaki Bell 47G e 12 Vertol H-21 Shawnee dagli Stati Uniti. Cinque anni più tardi, il No. 503 Group fu costituito con il N° 51 Squadron (de Havilland Canada DHC-3 Otter e Cessna 180) e il N° 53 Squadron (Bell 47G, Kaman HH-43 Huskie e Aérospatiale Alouette) a Meiktila.
Il 15 febbraio 1961 un Consolidated PB4Y-2 Privateer con insegne della Republic of China Air Force entrò nello spazio aereo birmano perché trasportava rifornimenti per le forze del Kuomintang che combattevano in Birmania settentrionale, e fu intercettato da tre Hawker Sea Fury della Myanmar Air Force. Il bombaridere intruso e un caccia della MAF si schiantarono in Thailandia.
Nel 1962, una nuova stazione radar a Mingaladon e una stazione radar mobile a Lwemwe (vicino Tachileik) entrarono in funzione. Nel dicembre 1964, l'Air Force aveva 323 ufficiali e 5677 altri ranghi e acquisì gli addestratori a reazione Lockheed T-33 Shooting Star e una nuova stazione radar, in grado di operare per un raggio di 120 miglia, fu inaugurata nel Namsang. Nel 1966, i gruppi della forza aerea furono aggiornati e revisionati, e furono attivate nuove stazioni radar. La stazione radar del Namsang fu aggiornata per coprire circa un raggio di 200 miglia e fu rinominata No.71 Squadron. Nello stesso anno la Myanmar Air Force costituì il N° 1 Battaglione Aerotrasportato con 26 ufficiali e 750 altri ranghi.
Il 1 gennaio 1967, la Myanmar Air Force ha riorganizzato la sua struttura di comando. Il No. 501 Squadron Hmawbi divenne la No. 501 HQ Air Base; il No. 502 Squadron Mingalardon divenne la No. 502 HQ Air Base; e il No. 503 Squadron a Meiktila divenne la No. 502 HQ Air Base a Meiktila. Ha, inoltre, mantenuto distaccamenti di campi di aviazione a Lashio e Kengtung per far fronte alla rivolta del Partito Comunista birmano nella regione di confine nel nord-est del paese.
Nel 1975 la Myanmar Air Force ha preso in consegna 18 elicotteri Bell 205A e sette Bell 206B provenienti dagli Stati membri del Programma Internazionale per il Controllo dei Narcotici (INCP). Nel marzo del 1975 ha acquistato 20 addestratori Aermacchi SF-260 in Italia.
Tra il 1976 e il 1987, la Myanmar Air Force ha acquistato sette Pilatus PC-6 Turbo Porter; e 16 addestratori Pilatus PC-7 e 10 addestratori Pilatus PC-9 dalla Svizzera. Questi aerei sono stati impiegati a Lashio per il supporto aereo ravvicinato nelle operazioni antiguerriglia.

### Programma di modernizzazione (1990 - oggi)
Nei primi anni novanta, la Myanmar Air Force ha aggiornato le sue strutture e introdotto due nuove basi aeree, mentre le basi esistenti sono state rinominate. Ha, inoltre, potenziato in modo significativo i suoi radar e le strutture per la guerra elettronica. La Myanmar Air Force ha acquistato più di 100 aerei dalla Cina, che comprendono intercettori Chengdu F-7IIK, addestratori Chengdu FT-7, aerei d'attacco Nanchang A-5C Fantan, addestratori Shenyang FT-6M, addestratori Hongdu K-8 e aerei da trasporto Shaanxi Y-8. Nel dicembre 1990, la Myanmar Air Force ha preso la in consegna i primi 10 intercettori F-7IIK e due addestratori FT-7, seguiti da un altro lotto di 12 intercettori F-7IIK a maggio 1993. Ulteriori consegne di intercettori F-7IIK sono state effettuate nel 1995, nel 1998 e nel 1999.
Entro il 2000, la Myanmar Air Force ha ricevuto 62 intercettori F-7IIK dalla Cina.
Israele è stata incaricata di aggiornare tutti gli F-7 e FT-7 operativi con un radar aereo Elta EL/M-2032, missili Rafael Python 3 e anche pod per designatori laser Litening. La stessa apparecchiatura è stata, poi, installata anche su due addestratori FT-7. In un accordo correlato, Israele ha consegnato a Myanmar almeno una partita di bombe a guida laser, ma non sono note consegne di altre armi. Al momento che il contratto con la Elbit è stato firmato nel 1997, l'aviazione ha acquistato almeno un altro squadron di caccia F-7 e FT-7 dalla Cina, ma questi non sono stati aggiornati.
Tra il 1992 e il 2000, la Myanmar Air Force ha preso in consegna 36 aerei d'attacco A-5C dalla Cina. Inoltre, la Myanmar Air Force ha anche acquistato 20 addestratori armati Soko G-4 Super Galeb dalla Jugoslavia nel 1991.
La Myanmar Air Force si è procurata una serie di elicotteri dalla Russia e dalla Polonia tra il 1991 e il 1997. Ha acquistato 20 PZL-Swidnik Mil Mi-2 e 13 PZL W-3 Sokół dalla Polonia e 13 Mil Mi-17 dalla Russia. Questi elicotteri sono stati adoperati in operazioni contro le insurrezioni dei ribelli etnici del delta dell'Irrawaddy. 4 Mil Mi-2, 4 PZL W-3 Sokol e 2 della Bell 205 elicotteri sono stati raggruppati come un distaccamento aereo di stanza a Bogalay per l'"Operazione Monediang" nell'ottobre 1991.
Durante questa operazione, i Mil Mi-2 sono stati dotati di una vasta gamma di armi per l'attacco al suolo per fornire copertura aerea nelle operazioni di assalto aereo. Quattro Mil Mi-2 del distaccamento aereo hanno compiuto un totale di 80 missioni su 17 obiettivi con quasi 82 ore di volo. Quattro elicotteri W-3 Sokol, disarmati e utilizzati per il trasporto truppe che trasportano 20 commandos, hanno volato in 443 missioni con 197 ore di volo. I Bell 205 hanno effettuato missioni di ricerca e soccorso, e hanno totalizzato 263 missioni con oltre 114 ore di volo.
Nel 2001, la Myanmar Air Force ha acquistato 12 caccia Mikoyan-Gurevich MiG-29 Fulcrum (10 MiG-29Bs e due MiG-29UB addestratori biposto) dalla Bielorussia. Questo fu seguito da ordine aggiuntivo per 20 MiG-29 (10 MiG-29B, 6 MiG-29SE e 4 MiG-29UB) nell'ambito di un pacchetto di difesa da 570 milioni di dollari nel dicembre 2009. 
La Myanmar Air Force ha anche ordinato 10 Mil Mi-35 Hind elicotteri d'attacco come parte di un pacchetto di difesa da 71 milioni di dollari firmato nel dicembre 2009.
Nonostante queste misure di modernizzazione, la capacità della Myanmar Air Force è rimasta discutibile, a causa della sua assenza durante la Battaglia di Border Post 9631 e le missioni di salvataggio per il ciclone Nargis.

## Aeromobili in uso
Sezione aggiornata annualmente in base al World Air Force di Flightglobal del corrente anno. Tale dossier non contempla UAV, aerei da trasporto VIP ed eventuali incidenti accorsi durante l'anno della sua pubblicazione. Modifiche giornaliere o mensili che potrebbero portare a discordanze nel tipo di modelli in servizio e nel loro numero rispetto a WAF, vengono apportate in base a siti specializzati, periodici mensili e bimestrali. Tali modifiche vengono apportate onde rendere quanto più aggiornata la tabella.
| Aeromobile                       | Origine        | Tipo                                                  | Versione (denominazione locale)                       | In servizio (2024) | Note | Immagine |
| Aerei da combattimento           |                |                                                       |                                                       |                    | |          |
| Mikoyan-Gurevich MiG-29 Fulcrum  | Russia         | aereo da cacciacacciabombardiereconversione operativa | MiG-29B Fulcrum-AMiG-29SE Fulcrum-CMiG-29UB Fulcrum-B | 2065               | 32 aerei consegnati tra il 2001 ed il 2012. Un biposto MiG-29UB è andato perso in un incidente durante una missione di addestramento. Erano 31 gli aerei in servizio al gennaio 2018.                                                                                     |          |
| Nanchang Q-5 Fantan              | Cina           | aereo d'attacco al suolo                              | A-5C Fantan-A                                         | 20                 | 24 consegnati. |          |
| Chengdu J-7 Airguard             | Cina           | cacciabombardiereconversione operativa                | F-7MFT-7                                              | 186                | 32 F-7M e 6 FT-7 consegnati. Due F-7M Airguard si sono schiantati durante un volo di addestramento il 16 ottobre 2018. |          |
| PAC JF-17 Thunder                | Pakistan Cina  | cacciabombardiereconversione operativa COIN           | JF-17AJF-17B                                          | 152                | 16 esemplari della variante block II ordinati a novembre 2015. 2 biposto JF-17B consegnati a dicembre 2019. Un JF-17A è stato abbattuto il 10 giugno 2025. |          |
| Sukhoi Su-30 Flanker             | Russia         | cacciabombardiere                                     | Su-30SME                                              | 6                  | 6 Su-30SME ordinati a gennaio 2018. Primi due aerei consegnati a luglio 2022 ed immessi in servizio nel dicembre successivo. Le consegne del terzo e quarto esemplare sono avvenute il 15 dicembre 2023. L'ultima coppia di aerei è stata consegnata il 15 dicembre 2024. |          |
| Aerei per impieghi speciali      |                |                                                       |                                                       |                    | |          |
| Britten-Norman BN-2 Defender     | Regno Unito    | aereo da pattugliamento marittimo                     | BN-2T                                                 | 5                  | |          |
| Aerei da trasporto               |                |                                                       |                                                       |                    | |          |
| Shaanxi Y-8                      | Cina           | aereo da trasporto tattico                            | Y-8DY-8F-200W                                         | 41                 | 8 ordinati. Uno dei due Y-8F-200W è andato perso in un incidente il 7 giugno 2017. |          |
| Harbin Y-12 Aircar               | Cina           | aereo da trasporto                                    | Y-12                                                  | 2                  | 2 consegnati. |          |
| Fokker F-27 Friendship           | Paesi Bassi    | aereo da trasporto                                    | F-27 Mk.600F-27EFH-227                                | 1                  | 4 FH-227 di costruzione Fairchild Hiller consegnati. |          |
| Fokker F70                       | Paesi Bassi    | aereo da trasporto                                    | F70                                                   | 2                  | |          |
| ATR-42                           | Italia Francia | aereo da trasporto VIP                                | ATR-42-300                                            | 6                  | |          |
| Pilatus PC-6 Turbo Porter        | Svizzera       | aereo da trasporto                                    | PC-6PC-6B2/H2                                         | 5                  | 7 consegnati. |          |
| Beechcraft 1900 Airliner         | Stati Uniti    | aereo da trasporto                                    | Beech 1900D                                           | 7                  | Uno degli 8 Beech 1900D in servizio a tutto il dicembre 2020, è stato perso il 10 giugno 2021. |          |
| Cessna 180 Skywagon              | Stati Uniti    | aereo da trasporto                                    | Cessna 180D                                           | 6                  | 14 consegnati. |          |
| Cessna 550 Citation II           | Stati Uniti    | aereo da trasporto VIP                                | Cessna 550                                            | 1                  | 1 consegnato. |          |
| Aerei da addestramento           |                |                                                       |                                                       |                    | |          |
| Yakovlev Yak-130 Mitten          | Russia         | Aereo da addestramento COIN                           | Yak-130                                               | 16                 | 10 aerei consegnati tra il 2017 ed il 2018. A fine dicembre 2019 è stato consegnato un nuovo lotto di 6 aerei che porta a 16 il numero degli esemplari in servizio. |          |
| Hongdu K-8 Karakorum             | Cina           | aereo da addestramento                                | K-8W                                                  | 36                 | 12 ordinati nel 1998/99, ulteriori 50 ordinati nel 2010. |          |
| Guizhou FTC-2000 Mountain Eagle  | Cina           | aereo da addestramento                                | FTC-2000G                                             | 5                  | Ordine effettuato probabilmente nel 2020, divulgato ad ottobre 2022, senza specificare quanti esemplari siano stati effettivamente acquistati. Al 5 dicembre 2022, secondo alcune fonti accreditate, dovrebbero essere cinque gli esemplari consegnati.                   |          |
| Pilatus PC-7                     | Svizzera       | aereo da addestramento                                | PC-7T                                                 | 16                 | 18 consegnati. |          |
| Pilatus PC-9                     | Svizzera       | aereo da addestramento                                | PC-9                                                  | 10                 | 10 consegnati. |          |
| Soko G-4 Super Galeb             | Serbia         | addestramento                                         | G-4A                                                  | 3                  | 6 consegnati. |          |
| Grob G 120                       | Germania       | aereo da addestramento                                | G 120TP                                               | 20                 | 20 consegnati. |          |
| Shenyang FT-6                    | Cina           | aereo da addestramento                                | FT-6M                                                 | 1                  | |          |
| Elicotteri                       |                |                                                       |                                                       |                    | |          |
| PZL W-3 Sokół                    | Polonia        | elicottero utility                                    | W-3                                                   | 12                 | 16 consegnati. |          |
| Mil Mi-2 Hoplite                 | Russia         | elicottero utility                                    | Mi-2                                                  | 22                 | 22 consegnati. |          |
| Mil Mi-17 Hip                    | Russia         | elicottero utility                                    | Mi-17 Hip-HMi-171V Hip-H                              | 11                 | Uno dei 12 esemplari in servizio al dicembre 2019, è andato perso il 6 marzo 2020. |          |
| Bell UH-1 Iroquois               | Stati Uniti    | elicottero utility                                    | B-205A-1UH-1H                                         | 2                  | 18 consegnati. |          |
| Bell 206                         | Stati Uniti    | elicottero utility                                    | B-206B-3                                              | 2                  | 2 consegnati. |          |
| Mil Mi-35 Hind                   | Russia         | elicottero d'attacco                                  | Mi-35P Hind-E                                         | 11                 | 9 consegnati. Ulteriori 2 Mi-35 sono stati consegnati a dicembre 2019. |          |
| Aérospatiale SA 316 Alouette III | Francia        | elicottero utility                                    | SA-316                                                | 13                 | 13 consegnati. |          |
| Aérospatiale SA 365 Dauphin      | Francia        | elicottero utility                                    | SA-365C                                               | 2                  | 2 consegnati. |          |

## Aeromobili ritirati
- Siai-Marchetti SF-260 - 20 esemplari (1975-1990)
- Lockheed T-33 Shooting Star
- Aérospatiale Alouette
- Vertol H-21 Shawnee - 12 esemplari
- de Havilland Canada DHC-3 Otter - 9 esemplari
- Hawker Sea Fury - 21 esemplari
- Kawasaki Bell 47G - 13 esemplari
- Cessna 180 - 10 esemplari
- Percival Provost - 40 esemplari
- Supermarine Seafire - 20 esemplari
- de Havilland Vampire T55 - 8 esemplari
- Douglas C-47 Skytrain - 9 esemplari
- Supermarine Spitfire - 33 esemplari
- Taylorcraft Auster - 4 esemplari
- de Havilland DH.82 Tiger Moth - 16 esemplari
- Airspeed Oxford - 40 esemplari